# علی‌آباد دشتی
 علی‌آباد دشتی، روستایی از توابع بخش مرکزی شهرستان یزد در استان یزد ایران است.

## جمعیت
این روستا در دهستان فهرج قرار دارد و براساس سرشماری مرکز آمار ایران در سال ۱۳۸۵، جمعیت آن ۱۴۹ نفر (۲۴خانوار) بوده است.